# Digimon Adventure
Digimon Adventure (デジモンアドベンチャー?, Dejimon Adobenchā) è la prima serie televisiva anime del media franchise giapponese Digimon, andata in onda in Giappone a partire dal 7 marzo 1999.
Dal 5 aprile 2020 è trasmesso in Giappone il reboot di questa serie, chiamato anch'esso Digimon Adventure:.

## Trama
Il 1º agosto 1999 sette ragazzi vengono trasportati a Digiworld dai Digivice apparsi al loro campo estivo, dove fanno amicizia con diversi Digimon (mostri digitali). I Digivice dei ragazzi permettono ai loro Digimon partner di digievolvere in forme più forti e di combattere i nemici. Mentre i ragazzi esplorano alla ricerca della via di casa, scoprono di essere i "Digiprescelti", ragazzi scelti per salvare Digiworld. Durante la loro avventura, i Digiprescelti vengono braccati da Devimon, che usa gli Ingranaggi Neri per corrompere vari Digimon e indurli ad attaccare il gruppo. Dopo aver sconfitto Devimon, i Digiprescelti vengono contattati da Gennai e viene loro chiesto di raggiungere il Continente di Server per recuperare degli artefatti chiamati Digipietre, che permettono ai loro Digimon partner di digievolvere nelle loro forme più evolute. Durante questo periodo, vengono presi di mira da Etemon.
Dopo la sconfitta di Etemon, i Digiprescelti apprendono da Gennai che esiste un ottavo ragazzo Digiprescelto, che Myotismon sta per uccidere nel mondo reale. I Digiprescelti seguono Myotismon nel mondo reale. Dopo aver scoperto che l'ottavo ragazzo è la sorella minore di uno di loro, e che il luogotenente di Myotismon, Gatomon, è il suo Digimon partner, i Digiprescelti riescono a sconfiggere Myotismon. Tuttavia, i confini tra il mondo reale e quello digitale si stanno intersecando, costringendoli a tornare a quello digitale.
I Digiprescelti affrontano i Padroni delle Tenebre, un quartetto di Digimon di livello mega che hanno preso il controllo di una parte di Digiworld in loro assenza. Nel mezzo delle loro battaglie, scoprono di essere stati scelti per salvare il mondo reale e quello digitale dall'intersezione quattro anni prima. La tensione porta a lotte intestine all'interno del gruppo e li fa separare temporaneamente. Dopo aver riflettuto, i Digiprescelti si riuniscono per sconfiggere l'ultimo Padrone delle Tenebre e affrontare Apocalymon che tenta di distruggere entrambi i mondi. Apocalymon distrugge le loro Digipietre, ma i Digiprescelti si rendono conto che il loro potere è sempre stato dentro di loro e riescono a sconfiggerlo. Con il mondo digitale ripristinato, i Digiprescelti lasciano i loro compagni Digimon e tornano alle loro vite normali.

## Personaggi
Tai Kamiya (八神 太一?, Yagami Taichi)
Doppiato da: Toshiko Fujita (ed. giapponese), Cinzia Villari (ed. italiana)
Leader dei digiprescelti. Testardo, impulsivo, ma anche coraggioso, è molto protettivo nei confronti di sua sorella minore Kari e dei suoi amici.
Agumon (アグモン?)
Doppiato da: Chika Sakamoto (ed. giapponese), Alessio Cigliano (ed. italiana)
Digimon partner di Tai.
Matt Ishida (石田 ヤマト?, Ishida Yamato)
Doppiato da: Yūto Kazama (ed. giapponese), Paola Majano (ed. italiana)
Digiprescelto e "lupo solitario" del gruppo, fratello maggiore di T.K.. Instaura una grande amicizia con Tai, dopo aver a lungo litigato con lui.
Gabumon (ガブモン?)
Doppiato da: Mayumi Yamaguchi (ed. giapponese), Luigi Ferraro (ed. italiana)
Digimon partner di Matt.
Sora Takenouchi (武之内 空?, Takenouchi Sora)
Doppiata da: Yūko Mizutani (ed. giapponese), Valeria Vidali (ed. italiana)
Digiprescelta molto affidabile che prova a prendersi cura anche degli altri bambini. Spesso assume degli atteggiamenti da maschiaccio.
Biyomon (ピヨモン?, Piyomon)
Doppiata da: Atori Shigematsu (ed. giapponese), Giò Giò Rapattoni (ed. italiana)
Digimon partner di Sora.
Izzy Izumi (泉 光子郎?, Izumi Kōshirō)
Doppiato da: Umi Tenjin (ed. giapponese), Maura Cenciarelli (ed. italiana)
Digiprescelto molto intelligente e grande esperto di computer. Usa continuamente il suo portatile, cosa che gli permette di capire i segreti del Digiworld.
Tentomon (テントモン?)
Doppiato da: Takahiro Sakurai (ed. giapponese), Massimiliano Alto (ed. italiana)
Digimon partner di Izzy.
Mimi Tachikawa (太刀川 ミミ?, Tachikawa Mimi)
Doppiata da: Ai Maeda (ed. giapponese), Michela Alborghetti (ed. italiana)
Digiprescelta che, anche se in apparenza potrebbe risultare snob e viziata, nasconde un grande cuore e una forte sensibilità.
Palmon (パルモン?)
Doppiata da: Shihomi Mizowaki (ed. giapponese), Monica Vulcano (ed. italiana)
Digimon partner di Mimi.
Joe Kido (城戸 丈?, Kido Jō)
Doppiato da: Masami Kikuchi (ed. giapponese), Marco Vivio (ed. italiana)
Digiprescelto più grande del gruppo, spesso è pessimista. Prova ad essere la voce della ragione tra i digiprescelti.
Gomamon (ゴマモン?)
Doppiato da: Junko Takeuchi (ed. giapponese), Davide Lepore (ed. italiana)
Digimon partner di Joe.
T.K. Takaishi (高石 タケル?, Takaishi Takeru)
Doppiato da: Hiroko Konishi (ed. giapponese), Tatiana Dessi (ed. italiana)
Digiprescelto più giovane del gruppo e fratello di Matt.  Durante la serie cresce psicologicamente passando dall'affidarsi sempre agli altri all'essere un combattente quanto i suoi compagni.
Patamon (パタモン?)
Doppiato da: Miwa Matsumoto (ed. giapponese), Patrizio Cigliano (ed. italiana)
Digimon partner di T.K..
Kari Kamiya (八神 ヒカリ?, Yagami Hikari)
Doppiata da: Kae Araki (ed. giapponese), Ilaria Latini (ed. italiana)
Ultima digiprescelta ad unirsi al gruppo e sorella minore di Tai. È gentile e cordiale, anche se in qualche modo misteriosa.
Gatomon (テイルモン?, Tailmon)
Doppiata da: Yuka Tokumitsu (ed. giapponese), Laura Romano (ed. italiana)
Digimon partner di Kari.
Devimon
Il primo nemico che i Digiprescelti si ritrovano ad affrontare. Distrutto da Angemon.
Etemon
Il secondo nemico dei Digiprescelti. Inizialmente distrutto da MetalGreymon, ritorna successivamente come MetalEtemon. Distrutto definitivamente da Zudomon e SaberLeomon.
Myotismon (Vamdemon)
Terzo nemico che i Digiprescelti affrontano. Inizialmente distrutto da Angewomon e dagli altri Digimon, ritorna successivamente come VenomMyotismon (VenomVamdemon). Distrutto nuovamente da WarGreymon e MetalGarurumon.
DemiDevimon (PicoDevimon)
Scagnozzo di Myotismon. Orchestra una serie di trappole e bugie per impedire ai Digiprescelti di riunirsi dopo che ognuno era partito alla ricerca di Tai e prova a trascinarli nell'egoismo e nella disperazione, annientando le loro migliori capacità. Nonostante sia leale fino alla fine a Myotismon, verrà inghiottito da quest'ultimo poco dopo la sua Digievoluzione in VenomMyotismon.
Padroni delle Tenebre
Creazioni di Apokarimon. Soggiogano Digiworld mentre i Digiprescelti sono impegnati nel mondo reale con Myotismon.
Apokarimon
Nemico finale che in origine mise Digiworld in pericolo. È il creatore dei Padroni delle Tenebre e colui che conferì i poteri ai tre nemici originali (Devimon, Etemon e Myotismon) dei Digiprescelti. Dopo essere stato distrutto dagli sforzi combinati dei Digimon del gruppo, cerca ancora di far fuori i Digiprescelti, ma la luce dei loro Digivice lo intrappola e lo fa implodere.

## Media

### Anime
Digimon Adventure andò in onda per 54 episodi alla Fuji Television, in Giappone, dal 7 marzo 1999 al 26 marzo 2000.
Negli Stati Uniti la serie fu trasmessa da Fox Kids dal 14 agosto 1999 al 24 giugno 2000. 
Nel Regno Unito la messa in onda avvenne su Fox Kids e CITV.
In Germania, fu trasmessa su RTL II dal 14 agosto 2000 al 7 luglio 2001. 
In Italia fu trasmessa per la prima volta su Rai Due all'interno del contenitore pomeridiano www.raidueboysandgirls.com, dal 4 settembre al 6 ottobre 2000, quando fu interrotta all'episodio 47 e dal 9 ottobre al 15 novembre dello stesso anno, ricominciando dal primo episodio fino ad arrivare a quello conclusivo.

#### Sigle originali
- Sigla di apertura: "Butter-Fly"
  - Artista: Kōji Wada
  - Testo e Composizione: Hidenori Chiwata
  - Arrangiamento: Cher Watanabe
- "Butter-Fly (Piano Version)"
  - Artista: Kōji Wada
  - Testo e Composizione: Hidenori Chiwata
  - Arrangiamento: Cher Watanabe
- Sigla di chiusura: "I Wish" (ep. 1-26)
  - Artista: Ai Maeda (accreditata come AiM)
  - Testo: Yoshiko Miura
  - Composizione: Yoshihisa Shirakawa
  - Arrangiamento: Katsumi Horii
- Sigla di chiusura: "Keep On" (ep. 27-54)
  - Artista: Ai Maeda (accreditata come AiM)
  - Testo: NK
  - Composizione: Naoto Kine
  - Arrangiamento: Naoto Kine & Kouichi Yuasa

Tracce d'intermezzo
- "Brave Heart" (Traccia della Digievoluzione)
  - Artista: Ayumi Miyazaki
  - Testo: Sachiko Ōmori
  - Composizione e Arrangiamento: Michihiko Oota
- "Seven"
  - Artista: Kōji Wada
  - Testo e Composizione: Kōhei Koyama
  - Arrangiamento: Cher Watanabe
- "Yūki Wo Tsubasa ni Shite" (勇気を翼にして?) (ep. 38, 51)
  - Artista: Toshiko Fujita (impersonante Tai Kamiya)
  - Testo: Hiroshi Yamada
  - Composizione e Arrangiamento: Michihiko Ohta
- "Seven (Acoustics Version)"
  - Artista: Kōji Wada
  - Testo e Composizione: Kōhei Koyama
  - Arrangiamento: Cher Watanabe

#### Sigle italiane
- Sigla di apertura: "Digimon" (episodi 1-54). Testo di Bruno Tibaldi; musica di Stefano Lucato/Antonio Summa; eseguita dai Manga Boys.
- Sigla di chiusura: "Digimon" (funky version) (episodi 1-54). Testo di Bruno Tibaldi; musica di Stefano Lucato/Antonio Summa; eseguita da Manuela Renda e Cristina Valenti. Questa sigla di chiusura venne utilizzata solo a partire dalle repliche.

Nella versione pubblicata su TIMvision nel 2016 e su Crunchyroll nel 2021 vennero ripristinate le sigle originali.

### Film

#### Digimon Adventure
Digimon Adventure (デジモンアドベンチャー?) è il primo film dedicato ai Digimon. Ha luogo quattro anni prima dell'avventura dei Digiprescelti a Digiworld. I protagonisti sono Tai e Kari Kamiya, che si ritrovano a prendersi cura di Botamon, una strana creatura nata da un uovo fuoriuscito da un computer. La stessa creatura si trasforma più volte fino a diventare Greymon che intraprende una dura battaglia contro Parrotmon. Tutti i bambini che avevano assistito alla scena, quattro anni dopo, diventeranno i Digiprescelti.

#### Digimon Adventure: Bokura no War Game!
Digimon Adventure: Bokura no War Game! (デジモンアドベンチャー ぼくらのウォーゲーム?, Dejimon adobenchā bokura no wō gēmu!, lett. "Digimon Adventure: Il Nostro War Game!") ha luogo qualche mese dopo la battaglia finale contro Apokarimon. Mostra diversi Digiprescelti, ma i protagonisti della storia sono Tai, Matt, Izzy e T.K., che finiscono per salvare ancora una volta il mondo dopo che un Digimon di tipo virus, sviluppatosi nella rete informatica, crea il panico in tutto il mondo attraverso Internet. 
Parte della trama di questo film è stata riscontrata all'interno del lungometraggio Summer Wars, diretto nel 2009 dal medesimo regista Mamoru Hosoda.

#### Digimon Adventure 3D: Digimon Grandprix!
Digimon Adventure 3D: Digimon Grandprix! (デジモンアドベンチャー3D デジモングランプリ?, Dejimon Adobenchā 3D: Dejimon Guranpuri!, lett. Digimon Adventure 3D: Digimon Grandprix!) è l'undicesimo film dedicato ai Digimon ed uno dei due cortometraggi relativi all'universo di Digimon al Toei Animation Festival. È stato proiettato all'attrazione Sanrio Puroland's Yume no Time Machine dal 20 luglio 2000 e il 23 giugno 2002, ed è poi stato ri-trasmesso in Giappone il 3 ottobre 2009. È inedito in Italia.

#### Digimon Adventure: Last Evolution Kizuna
Digimon Adventure: Last Evolution - Kizuna (デジモンアドベンチャー LAST EVOLUTION 絆? lett. "Digimon Adventure: Last Evolution - Legami o Forte relazione") è un film sequel della serie Digimon Adventure, che nel 2019 celebra il 20º anniversario. È ambientato 5 anni dopo gli eventi di Digimon Adventure tri., che a sua volta si svolge 6 anni dopo la serie originale. Il film è stato distribuito nei cinema giapponesi il 21 febbraio 2020.

### Romanzo
Digimon Adventure: Novel (デジモンアドベンチャー 小説?, Dejimon adobenchā shōsetsu) è un adattamento letterario dell'anime Digimon Adventure. Questo romanzo è una pubblicazione ufficiale, scritta dal regista di Adventure Hiroyuki Kakudou e da uno dei suoi sceneggiatori, Hiro Masaki, già esperto in pubblicazioni di romanzi.
Il romanzo è suddiviso in tre parti, pubblicate in Giappone il 25 aprile, il 22 giugno ed il 25 luglio 2001 dalla Shūeisha. Le pubblicazioni non sono state importate in altri Paesi. Ognuna delle tre parti è strutturata principalmente con un prologo, tre capitoli e delle note finali degli scrittori, le quali servono ad illustrare e a commentare il romanzo. Inoltre, ogni parte possiede anche dei documenti riguardanti i vari Digimon che appaiono nel romanzo. Infine, al termine della terza parte, è presente anche un epilogo.
I personaggi che appaiono nell'anime vengono mantenuti anche nel romanzo; tuttavia, alcune situazioni relative alla trama variano in alcuni punti. Il romanzo fornisce dei dettagli più accurati riguardo ai pensieri e alle origini dei protagonisti e a molto altro che nell'anime viene lasciato solo intuire. Vengono inoltre rivelati nuovi eventi non narrati né in Adventure né in Adventure 02.

### Drama-CD
In Giappone sono stati prodotti tre Drama-CD riguardanti Digimon Adventure. Questi al momento sono una produzione esclusiva per il mercato giapponese.

#### Digimon Adventure: Character Song - Mini Drama 1
Questo Drama-CD è una compilation casuale i cui protagonisti sono Tai, Sora e Joe.
- In "SOS! Fifth Year Class A", Tai e Sora hanno uno strano incontro con dei Digimon mentre stanno svolgendo le faccende di casa.
- In "Sora Takenouchi's Heart-Thumping Yellow Card", Sora conduce un piccolo programma radiofonico, rispondendo a delle domande poste dagli altri Digiprescelti.
- In "Jyou's Debut as a Singer?!", Joe fantastica su quale tipo di canzone potrebbe interpretare meglio in vista di un suo ipotetico debutto da cantante.

#### Digimon Adventure: Character Song - Mini Drama 2
Questo Drama-CD è incentrato su una lettera d'amore che sta scrivendo Izzy. Durante l'evolversi della vicenda, gli altri Digiprescelti ed i loro Digimon provano a capire a chi la stia scrivendo, mentre le ragazze del gruppo discutono, finendo per litigare, su chi di loro potrebbe essere il destinatario della lettera.
- In "Koushirou and the Missing Whereabouts of Love", gli altri Digiprescelti scoprono Izzy a scrivere la lettera d'amore e provano a prenderlo per fargli confessare a chi la stia scrivendo. Ma Izzy fa digievolvere Tentomon in Kabuterimon e vola via su di lui prima che gli altri possano strappargli la risposta. I ragazzi decidono di cercarlo per saperne di più.
- In "Mimi's Overly Self-Conscious Plans for World Domination", le ragazze del gruppo dei Digiprescelti (Kari, Mimi e Sora) si chiedono se Izzy stia scrivendo la lettera a una di loro tre e, in caso di risposta affermativa, a chi. Ne nasce una piccola discussione, seppure amichevole e comica, su chi sia la prescelta.
- In "Hikari's Weak Constitution", i ragazzi provano a calmare le ragazze, ma finiscono per essere coinvolti nella lite. Kari alla fine risolve tutto. Il vero destinatario della lettera viene rivelato da Izzy, ma viene appositamente censurato per tenere gli ascoltatori all'oscuro della sua identità.

#### Digimon Adventure: Character Song - Mini Drama 3
Questo Drama-CD è l'unico dedicato ai Digimon che celebra il nuovo anno.
- In "The Stolen First Dreams of the Year", Matt e T.K. provano a scoprire chi stia rubando i sogni alle persone (prima parte), finendo poi intrappolati in un sogno di T.K. con i loro Digimon partner (seconda parte).
- In "The Digimon's New Year Performance", i Digimon si esibiscono in alcune imitazioni al loro pubblico umano, con risultati esilaranti.

#### Digimon Adventure Original Story 2nen han no Kyuuka
Questo Drama-CD si concentra sui due anni e mezzo tra la serie di Digimon Adventure e quella di Digimon Adventure 02. È uscito solo in giapponese ed il titolo si traduce come Original Story, 2-and-a-Half Year Break. Vi sono tracce separate per Tai (ha luogo nel novembre del 1999), Joe (maggio 2000), Sora (ottobre 2000), Izzy (aprile 2001), Mimi (settembre 2001) e Matt (marzo 2002).
- Nella traccia di Tai, "Whistle", improvvisamente si apre un varco digitale che permette a Tai di comunicare brevemente con Agumon. Il suono del fischietto della sorella, lasciato a Gatomon al momento del congedo da Digiworld, lo aveva avvisato dell'apertura del varco.
- Nella traccia di Joe, "Telephone", il ragazzo confida al fratello Shin che il suo nuovo desiderio è diventare un dottore poiché aveva sempre voluto fare qualcosa per le sofferenze che aveva visto provare a Digiworld.
- Nella traccia di Sora, "Letter to my Father", la ragazza scrive al padre riguardo all'altro fratello di Joe, Shuu, il quale è diventato suo studente in mitologia, che sua madre le sta insegnando a giocare a tennis e che la sua scuola si recherà presto a Kyoto in gita.
- Nella traccia di Izzy, "Chat", Izzy è in contatto via e-mail con Gennai. Il ragazzo parla con Gennai del suo "essere diventato più giovane" e della presenza nel mondo di sempre più Digiprescelti. Inoltre, il ragazzo si interroga su quali possano essere state le cause che portarono alla battaglia Greymon/Parrotmon nel 1995.
- Nella traccia di Mimi, "Video Mail", Mimi si è recentemente trasferita a New York. La ragazza parla, con l'ausilio di immagini video, delle sue esperienze relative agli attacchi dell'11 settembre 2001 e di aver incontrato altri Digiprescelti che l'avevano aiutata a scavare tra le macerie. La ragazza si chiede se i Digimon appartenessero già alla realtà prima della creazione delle moderne reti di computer.
- Nella traccia di Matt, "As I Play the Bass", Matt è impegnato in una conversazione telefonica con suo padre mentre sta imparando a suonare il basso. Il ragazzo scopre che il padre una volta suonava in una band e dice inoltre che T.K. e sua madre si trasferiranno presto a Odaiba. Matt fa anche riferimento al fatto che gli eventi relativi ai Digimon accaduti sulla Terra sembrano essere stati cancellati dalle registrazioni video.

Nel complesso il Drama-CD, i cui eventi intercorrono tra Digimon Adventure e Digimon Adventure 02, funge da ponte tra le due stagioni, sia in termini di cambiamento delle personalità dei Digiprescelti originali, sia, in particolar modo nel caso di "Chat", per provvedere ad eliminare alcuni buchi nella trama.

### Videogioco
Digimon Adventure (デジモンアドベンチャー?, Dejimon Adobenchā) è un videogioco di ruolo per PlayStation Portable sviluppato da Prope e pubblicato da Bandai in Giappone il 17 gennaio 2013. Il videogioco narra le vicende avvenute nella serie animata e nel film Our War Game!.